# 三乙二醇二甲醚
三乙二醇二甲醚（也称为三甘醇二甲醚，triglyme），分子式C8H18O4，是一种乙二醇醚，常用作溶剂。